# Школица
Школица је дјечја игра нарочито популарна код ученика у основношколском узрасту. Игра се одвија скакутањем на једној или обје ноге кроз шему исцртану на тлу. Практична је за играње у школском дворишту или на игралишту.

## Шема за игру
Школица је популарна широм свијета, па се шема кроз коју играч скакуће разликује од земље до земље. Дјеца на Балкану шему исцртавају углавном у квадратима, гдје су први, други, трећи, шести и девети квадрат појединачни, а четврти и пети, као и седми и осми су заједнички, са десетим квадратом као завршним.
Шема се исцртава кредом ако је подлога на бетону или асфалту, а штапом ако је подлога земљана. Квадрати се означавају бројевима.

## Правила игре
Играчи се одлучују за свој знак. То је комадић цигле, камен, дрвени иверак или сличан предмет. Играч баца свој предмет на поље означено бројем 1. Ако предмет падне тако да остане у том квадрату, не прелазећи линију шеме, играч почиње да скакуће. Скакање се почиње на једној нози на појединачним пољима, а на дуплим пољима играч стаје једном ногом у један а другом у други квадрат. Код завршног, десетог квадрата, играч може да се окрене и врати на исти начин на почетак шеме. Када се у повратку нађе на пољу на ком се налази његов знак, сагиње се да га узме, не помјерајући ноге, узима га и враћа се на почетак.
Ако при скакутању кроз школицу играч стане на линију, изгуби равнотежу, или стане на обје ноге тамо гдје то није дозвољено, губи свој редослијед, а игру наставља наредни играч.
Ако кроз цијелу школицу играч прође по правилима, баца свој предмет у квадрат са наредним бројем и понавља пут кроз шему школице.
Побједник је онај играч који кроз све квадрате први прође.